# EK Engelmann Wien
Der Eishockeyklub Engelmann (kurz EKE) war ein österreichischer Eishockeyverein aus der Bundeshauptstadt Wien, der per Namensänderung aus dem 1922 gegründeten Pötzleinsdorfer Sportklub (PSK) entstand. Der EKE bestand von 1932 bis 1957.

## Geschichte

### Pötzleinsdorfer Sport Klub
Die Eishockeysektion des Pötzleinsdorfer Sport Klub (PSK) wurde im Jahr 1922 von Peregrin Spevak gegründet und spielte alsbald in der obersten Wiener Liga, in der damals der österreichische Meister im Eishockey ausgespielt wurde. Er war stark mit der Kunsteisbahn Engelmann verbunden und daher postalisch unter der Adresse Sportplatz Engelmann, Wien, Jörgerstr. 24, beheimatet. Am 21. November 1932 fasste die Mitgliederversammlung des Pötzleinsdorfer Sport Klubs in den Räumen der Kunsteisbahn Engelmann den Beschluss, den Verein in Eishockeyklub Engelmann umzubenennen.

### Österreichische Eishockeymeisterschaft
In seiner ersten Eishockeysaison 1922/23 wird der Pötzleinsdorfer Sport Klub unter den Mannschaften aufgeführt, die an der Meisterschaft teilnehmen. Weitere Ergebnisse sind nicht bekannt. 1923/24 wird die österreichische Eishockeymeisterschaft in zwei Gruppen durchgeführt. Der PSK erreicht den zweiten Platz in der 1. Gruppe. Im entscheidenden Spiel um die Meisterschaft gegen den WEV am 24. Februar 1924 muss das Spiel zweimal verlängert werden, bevor der WEV das Siegestor schießen kann. In der Saison 1924/25 muss die Meisterschaft wegen schlechtem Wetter abgebrochen werden. Da der WEV die meisten Spiele absolviert hat, gibt es keinen österreichischen Meister für diese Saison und somit auch keine Platzierung für den Pötzleinsdorfer Sport Klub. Auch die zweite Mannschaft des PSK beteiligte sich an den Spielen der Meisterschaft. In der Saison 1925/26 trat der PSK wiederum mit einer I. und II. Mannschaft an. Es wurde nur in einer Klasse in der Meisterschaft nach dem „Wiener System“ gespielt. Der PSK trat mit der I. Mannschaft nach einigen Spielen von der Teilnahme an der Meisterschaft zurück. Trotz dieses Rücktritts konnte der PSK in der Saison 1926/27 wieder in der 1. Klasse antreten und erreichte den 3. Platz hinter den Vereinen WEV I und WEV II. Der PSK II wurde Erster in der 1. Gruppe der 2. Klasse. Da weitere Vereine dem Eishockeyverband beitraten, wurde 1927/28 in einer 1. Klasse und einer 1. Klasse Reserver sowie einer 2. Klasse mit zwei Gruppen gespielt. Die I. Mannschaft des PSK wurde zweiter hinter dem WEV und die II. Mannschaft erreichte in der Reservemeisterschaft der 1. Klasse ebenfalls den zweiten Platz hinter dem WEV II. 1928/29 wurde eine weitere Änderung in der Klassenaufteilung vom Eishockeyverband vorgenommen. Es gab eine 1. Klasse mit 6 Vereinen, eine 2. Klasse mit den Gruppen A,B und C sowie eine Reservemeisterschaft mit den Gruppen A und B. Es verfolgte den PSK weiterhin das Trauma, gegen den WEV in der Meisterschaft nicht gewinnen zu können. In der 1. Klasse wurde der PSK I zweiter hinter dem WEV I, in der Reserve Gruppe A wurde der PSK II zweiter hinter dem WEV II und in der Gruppe B der Reserve der PSK III zweiter hinter dem WEV III.
Auf Grund der immer neuen Vereine im Eishockeyverband musste in der Saison 1929/30 die 1. Klasse in eine Gruppe A und B geteilt werden. Die 2. Klasse erhielt zwei Gruppen und auch die Reserve. Der Pötzleinsdorfer SK wurde in die Gruppe B der 1. Klasse genommen und der WEV in die A-Gruppe. Beide Mannschaften erreichten den ersten Platz in ihrer Gruppe. Im Entscheidungsspiel zwischen beiden Mannschaften am 19. Februar 1930 siegt der WEV 2:0 und ist Österreichischer Meister. In der Saison 1930/31 bleiben die Gruppen in der österreichischen Meisterschaft bestehen, wie im Vorjahr. Der WEV wird wieder Gruppensieger A, Gruppensieger B wird der WAC und dahinter der PSK I zweiter.
Vor der Saison 1931/32 erfolgte wieder eine Änderung in der Einteilung, nach der die zwei ersten Mannschaften der beiden Gruppen der 1. Klasse eine Endspielrunde absolvieren müssen. In der ersten Gruppe qualifizierten sich der WEV und der HC Währing für die Endspielrund, der PSK und der WAC in der zweiten Gruppe. Im Spiel am 29. Januar 1932 auf dem Engelmann-Platz entscheidet sich dann die Meisterschaft zwischen dem Pötzleinsdorfer Sport Klub und dem Wiener Eislauf Verein. Der PSK gewinnt 2:1 vor 5000 Zuschauern und wird damit erstmals Österreichischer Eishockeymeister.

### Eishockeyklub Engelmann
Der Eishockeyklub Engelmann (EKE) entstand am 21. November 1932 durch Umbenennung aus dem Pötzleinsdorfer Sportklub. Zwei Spieler – Hans Tatzer und Hans Schneider – des EKE beteiligten sich vom 18. Mai bis 2. August 1937 an der Reise Wiener Eislauf-Vereins (WEV) nach Südafrika zur Eröffnung des Eispalastes in Johannesburg. Während der Eröffnung wurden insgesamt acht Spiele gegen Südafrika, südafrikanische Auswahlteams und örtliche Vereine ausgetragen.
1936 gewann der EKE die Wiener Meisterschaft und qualifizierte sich damit für das Finale gegen den Provinzmeister um die Staatsmeisterschaft. Da der Klagenfurter Athletiksport-Club zu diesem Spiel nicht antrat, wurde der EKE zum Staatsmeister erklärt.
In der Saison 1937/38 spielte der EKE zusammen mit dem WEV, Wiener AC und dem EK Brigittenau in der Liga des österreichischen Eishockeyverbandes um die Wiener Meisterschaft und erreichte den ersten Platz, der WEV wurde Zweiter. Beide Mannschaften spielten somit in der Staatsliga zusammen mit dem KAC und dem Deutschen Sportklub Leoben um den österreichischen Staatsmeistertitel 1938. Hier siegte der Eishockeyklub Engelmann vor dem Klagenfurter Athletiksport-Club. Die Entscheidung um die Meisterschaft fiel am 1. März 1938 im Spiel EK Engelmann – Wiener EV, als der EKE durch Tore von Tatzer, Voit und Zehetmayer den WEV mit 3:2 besiegte und damit österreichischer Staatsmeister 1938 wurde.
Durch den Anschluss Österreichs im März 1938 waren keine österreichischen Meisterschaften mehr möglich. In der deutschen Eishockeymeisterschaft 1938/39 wurde der EKE als österreichischer Eishockeymeister der Gruppe A und der KAC der Gruppe B zugeteilt. Gegen den EKE spielten Mannschaften wie der Berliner Schlittschuhclub, der Rastenburger SV, der ESV Füssen und der LTTC Rot-Weiß Berlin mit. EKE und Berliner Schlittschuhclub erreichten punktgleich mit 6:2 das Halbfinale. Dort besiegten sie ihre Gegner und erreichten das Endspiel. Vor 8000 Zuschauern besiegte der Eishockeyklub Engelmann den Berliner Schlittschuhclub mit 1:0 durch das ein Tor von Hans Schneider 17 Sekunden vor Spielschluss.
Im Jahr 1939 schlossen sich die Sportsektionen des WEV und des Eissport Klub Engelmann aus wirtschaftlichen Gründen zu einer Startgemeinschaft – der Wiener Eissport-Gemeinschaft (WEG) – zusammen, die 1940 die deutsche Meisterschaft gewann.
Nach dem Zweiten Weltkrieg übersiedelte der Verein vom zerstörten Engelmann-Platz auf die Anlage des WEV. Auch auf dem neuen Platz feierte der EK Engelmann seine Erfolge und gewann die erste Nachkriegsmeisterschaft der Saison 1945/46. Zwischen November 1946 und November 1947 trug der Verein den Namen Eissportklub Wien (kurz EKW oder EK Wien).
1948 gründeten der Wiener Eislaufverein und der EK Engelmann aus synergetischen Gründen – sie spielten beide auf demselben Platz – die Wiener Eissport-Gemeinschaft. Die Wiener EG feierte bis zu ihrer Auflösung 1951 in den Jahren 1949, 1950 und 1951 immerhin drei Mal in Folge den Gewinn des österreichischen Meistertitels. Nach der Auflösung der Wiener EG trat der EK Engelmann wieder als eigenständiger Verein in der Meisterschaft an, die 1956 und 1957 nochmals gewonnen werden konnte. 1957 wurde der Verein endgültig aus wirtschaftlichen Gründen aufgelöst.

## Erfolge
(Quelle:)

### Als PSK
- 1927/28 Sieger im 1. Schlesinger-Cup[16]
- 1931/32 Österreichischer Eishockeymeister[17]

### Als EKE
- 1933 2. Wiener Eishockey-Meisterschaft
- 1934 Wiener Meister
- 1935 2. Wiener Eishockey-Meisterschaft
- 1936 Staatsmeister und Wiener Meister
- 1937 Vize-Staatsmeisterschaft
- 1937 Wiener Vizemeister
- 1937 2. Platz im Verbands-Pokal
- 1938 Wiener Meister
- 1938 Österreichischer Staatsmeister
- 1939 Meister der Ostmark
- 1939 Meisterschaft Ost (Wien, Niederdonau, Steiermark) der 2. Mannschaft
- 1939 Deutscher Eishockey-Meister
- 1946 Österreichischer Meister
- 1956 Österreichischer Meister
- 1957 Österreichischer Meister
- 2 × Österreichischer Pokalsieger

## Träger des Internationalen Abzeichens
- Hans Tatzer: 1927, 1928, 1929, 1930, 1932, 1933, 1934, 1935, 1936, 1937,
- Josef Göbl: 1936
- Hans Ertl: 1928, 1929, 1930, 1931, 1933
- Ernst Schmucker: 1929, 1930, 1932, 1933
- Karl Oerdögh: 1928, 1932, 1933, 1934, 1935, 1936, 1937
- Oskar Nowak: 1933, 1934, 1935, 1936, 1937,
- Peregrin Spevak: 1926, 1927, 1928, 1929
- Franz Schüßler: 1934, 1935, 1936
- Franz Csöngei: 1935, 1936, 1937
- Kurt Wollinger: 1925, 1926, 1927
- Kurt Stuchly: 1932, 1934
- Hans Schneider: 1935
- Josef Wurm: 1935
- Ferdinand Bidla: 1926
- Konrad Glatz: 1929
- Louis Goldschmidt: 1925